# Odersberg
Odersberg is een plaats in de Duitse gemeente Greifenstein (Hessen), deelstaat Hessen, en telt 285 inwoners (2007).